# Betzigau
Betzigau é um município da Alemanha, situado no distrito de Oberallgäu, no estado da Baviera. Tem 29,27 km² de área, e sua população em 2019 foi estimada em 2.939 habitantes.